# Le Dernier Homme (roman)
Pour les articles homonymes, voir Le Dernier Homme.
Le Dernier Homme (titre original Oryx and Crake) est un roman d'anticipation dystopique écrit en 2003 par l'auteure canadienne Margaret Atwood. Le Dernier Homme, parfois comparé pour son style et ses thèmes à des romans comme 1984 de George Orwell et Le Meilleur des mondes d'Aldous Huxley a été nommé pour le Man Booker Prize l'année de sa sortie.
Les événements de ce roman se passent en même temps que ceux d'un autre roman de Margaret Atwood, Le Temps du déluge (The Year of the Flood) paru en 2009. Certains personnages sont présents dans les deux livres.
L'auteur a déjà déclaré qu'elle catégorise son roman comme une fiction spéculative plutôt que comme roman de science-fiction, argumentant que ce dernier ne traite pas de « choses qui n'ont pas encore été inventées ».

## Résumé
Dans un monde post-apocalyptique où les hommes semblent avoir disparu, les seules formes de vie sont de menaçants animaux modifiés génétiquement: "louchiens" (wolvogs), "porcons" (pigoons), "rasconse" (rakunks), "serprat" (snats) et les "Crakers", de curieux enfants, très naïfs, qui surnomment le personnage principal - qui semble être le dernier être humain - Snowman (en référence à l'Homme des Neiges). 
En alternance avec les chapitres qui se passent dans ce monde inquiétant, d'autres chapitres présentent l'enfance, l'adolescence et le début de la vie adulte de Snowman - Jimmy de son prénom. On découvre rapidement deux personnages : Oryx, pour qui Jimmy a le coup de foudre, et Crake, le meilleur ami de Jimmy, qui jouent non seulement des rôles cruciaux dans la vie de Jimmy, mais aussi dans l'enchaînement d’événements qui mènent au monde désolé de Snowman.

## Thèmes
Dans ce roman, Margaret Atwood retourne aux thèmes dystopiques qu'elle avait déjà abordés dans La Servante écarlate. Le dernier homme explore les possibles conséquences éthiques, sociales, économiques d'un développement scientifique et technologique effréné. Par exemple, les animaux transgéniques, remis en liberté lors de la catastrophe qui met fin à l'humanité, illustrent les risques de la xenotransplantation ou le génie génétique. La société présentée dans le roman promeut une commercialisation extrême du sexe. La banalisation de la pornographie et de la prostitution qui s'ensuit, qui implique même les enfants, démontre, selon l’auteur, le danger d'une telle valeur.
Les personnages d'Oryx et de Crake illustrent aussi le danger de la déshumanisation causé par la pensée scientifique. Ses deux personnages, dans leurs dialogues rapportés par les souvenirs de « Snowman », Jimmy, un détachement de leurs sentiments et de leur condition humaine sont clairement visibles. C'est cette « humanité cachée » qui, finalement, cause la fin du monde, si l'on peut dire, par le biais de Crake car celui-ci, même s'il semble déconnecté du réel et n'avoir aucun sentiment, reste un homme avant tout avec des passions.

## Personnages
- Jimmy « Snowman » : Le héros et narrateur de l'histoire. Fils d'un père travaillant au service d'une firme qui a créé les animaux génétiquement modifiés et d'une mère écoterroriste, c'est un homme de talent plutôt médiocre, solitaire, assez passif mais doué d'un regard lucide sur les dérives de la société. Il est entraîné malgré lui dans la diffusion du "Déluge des airs". Apparemment seul survivant de l'humanité, il devient le protecteur des Crakers, humanité "parfaite" créé par son ami d'enfance Crake.
- Glenn « Crake » : Ami d'enfance de Jimmy, enfant comme lui de scientifiques. Contrairement à lui, c'est un génie à qui tout réussit. Son rêve est d'améliorer l'humanité - qu'il juge décadente - et, pour cela, il a créé les Crakers. Mais le personnage a aussi un côté sombre : Sa mère et son oncle ont péri dans d'étranges accidents et il entretient une relation étrange avec sa compagne, Oryx. Sa jalousie et sa mégalomanie seront les principales causes du « Déluge des airs ».
- Oryx Beïsa : Jimmy ne la connaît que sous son nom de laboratoire (les assistants de Crake portant des surnoms d'espèces disparues). Elle a un lourd passé fait d'abus sexuels et d'exils. Très douée, c'est l'assistante de Crake et l'éducatrice des Crakers. Au départ petite amie du scientifique, elle est déçue de sa relation et se rapproche finalement de Jimmy, qui éprouve des sentiments réciproques. Elle comprend trop tard que Crake ne lui a dévoilé qu'une partie de ses projets.

## Accueil de l'œuvre

### En français
- Jean-Paul Engélibert, L'éloge posthumain des humanités. Oryx & Crake de Margaret Atwood et les fictions de l'homme fabriqué depuis R.U.R., Revue de littérature comparée, n° 332, 2009, p. 459-470.